# البرنامج الوطني لدعم إدارة المشروعات
البرنامج الوطني لدعم إدارة المشروعات والتشغيل والصيانة في الجهات العامة هو برنامج حكومي سعودي أنشئ بقرار من مجلس الوزراء في أغسطس 2015. في 23 فبراير 2021 صدر قرار مجلس الوزراء بضم البرنامج إلى مركز تحقيق كفاءة الإنفاق وتحويل المركز إلى هيئة باسم هيئة كفاءة الإنفاق والمشروعات الحكومية.

## الأهداف
- الإسهام في رفع كفاءة وجودة البنية التحتية وإدارة المرافق في الجهات العامة.
- رفع مستوى الشفافية من خلال متابعة وتقييم أداء مكاتب إدارة المشاريع وإدارة المرافق في الجهات العامة.
- الإسهام في رفع القدرة البشرية الوطنية وتحسين سلسلة نقل المعرفة.
- بناء قدرة وطنية في البرنامج للإشراف على إدارة مشاريع البنية التحتية وإدارة المرافق ذات الأهمية الوطنية.

## مجلس الإدارة
يشرف على البرنامج مجلس إدارة برئاسة وزير الاقتصاد والتخطيط وعضوية كل من: وزير التجارة والاستثمار ووزير المالية، ووزير العمل والتنمية الاجتماعية، وثلاثة من ذوي الخبرة.